# Baraeus vittatus
Baraeus vittatus là một loài bọ cánh cứng trong họ Cerambycidae.